# Île Alejandro Selkirk
L'île Alejandro Selkirk, aussi connue sous le nom d'île Más Afuera, est située à 749 km à l'ouest-nord-ouest de la Punta de Lavapié, dans la région du Biobío, au Chili. Elle est la deuxième plus grande île de l'archipel Juan Fernández après l'île Robinson Crusoe, localisée à 168 km vers l'est. Elle a une superficie de 48 km2 et culmine à 1 329 mètres au-dessus du niveau de la mer.

## Nom
En 1966, le gouvernement chilien renomma l'île Más Afuera en île Alejandro Selkirk et l'île Más a Tierra en île Robinson Crusoe. Alexander Selkirk (1676 - 1721) était un marin écossais qui passa quatre années seul sur l'île de Más a Tierra (alors inhabitée). Son histoire inspira à Daniel Defoe (1719) le roman Robinson Crusoé.

## Histoire
L'île fut un lieu de chasse de l'otarie des îles Juan Fernandez. Cette espèce endémique fut chassée durant le XIXe siècle quasiment jusqu'à l'extinction, passant de plus de 2 millions à moins de 200 individus redécouverts aux abords de l'île dans les années 1960.
Inhabitée, l'île abrita une colonie carcérale sur sa côte orientale entre le XVIIIe et le XIXe siècle, époque où le Chili était une colonie espagnole, de criminels et indépendantistes et puis de 1909 et 1930. À l'origine, elle abritait environ 190 criminels. De 1927 à 1930, 160 prisonniers politiques furent envoyés sur l'île.

## Géographie

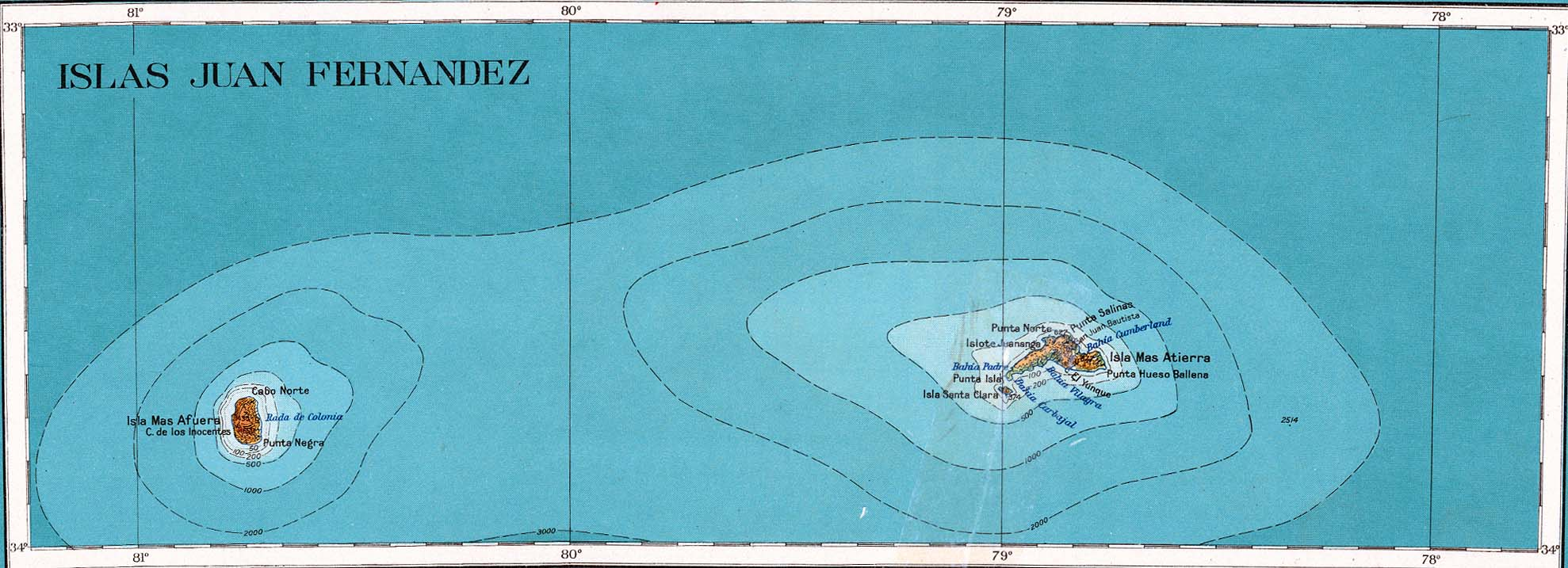
Carte de l'archipel Juan Fernández.

Une datation des roches de l'île a permis de mettre en évidence qu'il s'agit de la plus jeune île de l'archipel Juan Fernández, avec un âge compris entre un et deux millions d'années. En raison de son jeune âge, l'île a très peu subi l'érosion. Le point culminant de l'île se trouve à 1 329 mètres au-dessus du niveau de la mer, au Cerro de Los Inocentes. Les falaises côtières peuvent être hautes de plus de 1 000 mètres.
Environ 59 kilomètres au sud-ouest de l'île se trouve le récif de Sefton qui atteint presque le niveau de la mer et 47 km au nord-ouest se trouve le rocher Yosemite. Une île fantôme, l'île Podestá, fut rapportée être plus à l'ouest.

## Faune
Outre l'otarie, l'île abrite aussi une autre espèce endémique, le synallaxe de Masafuera, un oiseau de la famille des Furnariidae.

### Webographie
- Notice dans un dictionnaire ou une encyclopédie généraliste :   - Britannica
- Notices d'autorité :   - VIAF